# アクチュアル・サイズ
『アクチュアル・サイズ』(Actual Size)は、アメリカのハードロックバンド、MR. BIGがリリースした、6枚目のアルバムである。

## 解説
- リッチー・コッツェン加入後2枚目のスタジオアルバム。
- 「シャイン」と「アロウ」はシングルカットされた。
- このアルバム制作時はバンド内の人間関係がかなり悪くなっており、ビリー・シーンが解雇され、また、パット・トーピーの母ジャニスが肺炎で亡くなるという悲劇が重なった。アルバムリリースに伴うプロモーション来日はビリー抜きの3人で行われた。協議の末、最後にビリーを含むメンバー4人でフェアウェルツアーを行い、その後解散するという結論に至る。
- アルバムジャケットの写真は柳ジョージのアルバム「 ATLANTIC'S BEST」と全く同じ写真が使われている。

## 収録曲
1. ロスト・イン・アメリカ／Lost In America （4:52）
2. ウェイク・アップ／Wake Up （3:44）
3. シャイン／Shine （3:43）
4. アロウ／Arrow （3:42）
5. メリー・ゴーズ・ラウンド／Mary Goes Round （4:00）
6. サフォケーション／Suffocation （4:42）
7. ワン・ワールド・アウェイ／One World Away （4:05）
8. アイ・ドント・ウォント・トゥ・ビー・ハッピー／I Don't Want to Be Happy （4:50）
9. クロール・オーヴァー・ミー／Crawl Over Me （5:08）
10. チープ・リトル・スリル／Cheap Little Thrill （3:11）
11. ハウ・ディド・アイ・ギヴ・マイセルフ・アウェイ／How Did I Give Myself Away （4:15）
12. ナッシング・ライク・イット・イン・ザ・ワールド／Nothing Like It In the World （5:01）
13. ディープ・ダーク・シークレット／Deep Dark Secret （4:36）
日本盤のみのボーナス・トラック。